# Santa Maria la Longa
Santa Maria la Longa (friuli nyelven Sante Marie la Lungje) település Olaszországban, Friuli-Venezia Giulia régióban, Udine megyében. Lakosainak száma 2322 fő (2023. január 1.). Santa Maria la Longa Bicinicco, Pavia di Udine, Trivignano Udinese, Gonars és Palmanova községekkel határos.

## Népesség
A település népességének változása:
| Lakosok száma | 2365 | 2313 | 2322 |
|               | 2017 | 2018 | 2023 |